# Anna Boleyn
Anna Boleyn er en tysk stumfilm fra 1920 af Ernst Lubitsch.

## Medvirkende
- Henny Porten som Anna Boleyn
- Emil Jannings som Henry VIII
- Paul Hartmann som Henry Norris
- Ludwig Hartau
- Aud Egede-Nissen som Jane Seymour